# 戦争プロフェッショナル
『戦争プロフェッショナル』（せんそうプロフェッショナル、Dark of the Sun）は、1968年に公開されたジャック・カーディフ監督によるイギリスの冒険・戦争映画である。出演はロッド・テイラー、イヴェット・ミミュー、ジム・ブラウン、ベーター・カルステンである。コンゴ危機の際に危険な任務で派遣された傭兵の物語であり、ウィルバー・スミスの1965年の小説『The Dark of the Sun』を原作としてクエンティン・ワーティによって脚色された。初公開時に批評家からは暴力と拷問の過激性を酷評された。

## あらすじ
1964年傭兵のブルース・カーリーはコンゴの大統領に雇われ、反乱者シンバスに攻撃されようとしている鉱山の街から住民を救出する。しかし、彼の本当の目的は鉱山会社の金庫から5000万ドルのダイヤを回収することであった。

## キャスト
| 役名                 | 俳優                 | 日本語吹替                   | 日本語吹替 |
| 役名                 | 俳優                 | NETテレビ版                  | フジテレビ版 |
| -------------------- | -------------------- | ---------------------------- | --- |
| ブルース・カリー大尉 | ロッド・テイラー     | 羽佐間道夫                   | 瑳川哲朗 |
| ルッフォ             | ジム・ブラウン       | 田中信夫                     | 内海賢二 |
| リード               | ケネス・モア         | 大宮悌二                     | 早野寿郎 |
| ヘンライン           | ベーター・カルステン | 大塚周夫                     | 納谷悟朗 |
| クレア               | イヴェット・ミミュー | 富田恵子                     | 泉晶子 |
| 不明 その他          |                      |                              | 村山明 勝田久 小川真司 仲木隆司 鎗田順吉 上恭ノ介 田中秀幸 山岡葉子 国坂伸 二又一成 村松康雄 加藤修 宮下勝 野本礼三 鈴木れい子 島木綿子 |
| 日本語版スタッフ     |                      |                              | |
| 演出                 | 演出                 |                              | 高桑慎一郎 |
| 翻訳                 | 翻訳                 |                              | 山田実 |
| 効果                 | 効果                 |                              | 大野義信 |
| 調整                 | 調整                 |                              | 山田太平 |
| 制作                 | 制作                 |                              | 日米通信社 |
| 解説                 | 解説                 |                              | 高島忠夫 |
| 初回放送             | 初回放送             | 1972年2月11日 『洋画特別席』 | 1979年5月18日 『ゴールデン洋画劇場』 |